# Xian de Ningyang
Le xian de Ningyang (宁阳县 ; pinyin : Níngyáng Xiàn) est un district administratif de la province du Shandong en Chine. Il est placé sous la juridiction de la ville-préfecture de Tai'an.

## Démographie
La population du district était de 801 634 habitants en 1999.